# سبت الزينات
الزينات هي جماعة قروية ضمن عمالة طنجة أصيلة شمال المملكة المغربية و تقع ضمن قيادة العوامة التي تقع ضمن دائرة أصيلة ، تحدها شمالا الجماعة القروية العوامة و غربا الجماعة القروية بوخالف و جنوبا الجماعتين القرويتين : المنزلة ودار الشاوي و من الناحية الشرقية الجماعة القروية الجوامعة ما يعادل مساحة 63 كلم مربع . تأوي جماعة الزينات 4.780 نسمة حسب توقعات سنة 2013 .

## التسمية
نعود تسمية الزينات إلى مدشر الزينات الذي يشكل مركز الجماعة و أحد أكبر مداشرها . و الجماعة تضم جزئين الأول من قبيلة الفحص (المناطق الشمالية) و الثاني من قبيلة بني منصور (المناطق الجنوبية) .

## المداشر و القرى
تتكون أراضي الجماعة من 16 مدشر هي :
أولاد زيان - البيبان - الحوارثة - الخلف - دار اللماعي - الرويف - الزينات (المركز) - الشراربة - الصخرة - الصفصافة - غزلان - القزموري - القصيار - قلعية - المرس و النحل .
و كل هذه المداشر تعتبر جزءا من فحص طنجة باستثناء مداشر : دار اللماعي - الرويف - الصخرة - الصفصافة - القزموري و القصيار و التي تعتبر جزءا من فرقة الحايط السفلي من قبيلة بني منصور.

## الجغرافيا
تتأرجح أراضي الجماعة بين التضاريس السهلية شمالا بمحيط نهر مغاير و التضاريس التلية المرتفعة جنوبا و شرقا . و يتراوح الارتفاع بالجماعة بين 22 م و 234 م وهو الارتفاع المسجل أعلى تلة راس الطهر جنوبا عند مدشر الصفصافة . في حين يصل معدل الارتفاع إلى 138 متر عن سطح البحر .

### المساحة
تقدر مساحة الجماعة ب 63 كلم مربع ، منها 2.600 هكتار من المساحة الغابوية ٬ يتركز معظمها في المناطق الجنوبية على حوض نهر تاهدارت و حول بحيرة 09 أبريل الصناعية .

### الموارد المائية
تتوفر الجماعة على شبكة مهمة من الأنهار و المجاري المائية تتمثل في أنهار :
الحاشف - تاهدارت - القصيار - الوادي الكبير و مغاير .
كما يتواجد بأراضي الجماعة جزء مهم من بحيرة 09 أبريل الصناعية و التي تبلغ حقينتها : 300 مليون متر مكعب .

## التاريخ
قبل التواجد الأندلسي . كانت المنطقة عبارة عن غابات متصلة تتخللها بعض المداشر المتناثرة لقبيلة مثنة الصنهاجية شمالا و لقبيلة بني خف الغمارية جنوبا .
ابتداءا من القرن السادس عشر ، تقاطرت على المنطقة أفواج كبيرة من المهاجرين الأندلسيين من قرى جبال البشارات و من مدينة بربرة جنوب الأندلس . و خلال هذه الفترة أنشئ العديد من مداشر القبيلة . و يتعلق الأمر بمداشر : الحوارثة - المرس - القصيار - البيبان - الصفصافة - دار اللماعي - الرويف - القزموري - الخلف و الصخرة .
و قد تلت هذه الهجرة هجرة ثانية كان مصدرها هذه المرة قبيلة بني عروس المجاورة . و قد قامت هذه الجماعة المهاجرة بإنشاء مدشر الزينات الذي تسلم القيادة بعد إنشائه مباشرة حيث انتقلت إليه المكانة الممنوحة لقبيلة بني عروس داخل قبائل جبالة .
خلال القرون الموالية عرفت المنطقة كرباط كبير للمجاهدين على جبهتي طنجة وأصيلة . و بعد انضمام المنطقة إلى أراضي الدولة العلوية ، قام السلطان إسماعيل بن علي الشريف العلوي بإقطاع بعض أراضي الفحص بجهة الزينات لبعض قادة جنده الذين قاموا بإنشاء مدشري : أولاد زيان نسبة لقبيلة أولاد زيان بالشاوية ضواحي الدار البيضاء و قلعية نسبة لقبيلة قلعية بالريف .
بعد توقيع معاهدة الحماية أعلن أحد كبار الفقهاء بالزينات و هو أحمد الريسوني انفصاله عن الدولة العلوية و رفضه لكل المعاهدات المسجلة باسم المغاربة من طرف سلاطينها و هذا ما أدى إلى انتفاضة شعبية شاركه فيها معظم سكان منطقة غرب بلاد جبالة الذين قاموا بتنصيبه أميرا للمؤمنين .
قاد الثائر أحمد الريسوني ثورة شعواء ضد الاحتلال الإسباني ، كما قام بمهاجمة القوات الدولية بطنجة عدة مرات . و بعد وفاته سنة 1925 انضمت المنطقة إلى ثورة الأمير محمد بن عبد الكريم الخطابي أمير الريف و قد استمرت منطقة الزينات رافضة للتواجد الإسباني حتى سقوط دولة الريف سنة 1926 بعد استسلام الأمير الخطابي .

## الزينات
يتواجد مدشر الزينات في النصف الشمالي من الجماعة القروية على سهل منخفض الارتفاع بحوض نهر مغاير . و قد بني المدشر من طرف المهاجرين من بني عروس المجاورة خلال القرن السابع عشر . و يحظى المدشر بمكانة كبيرة لدى أهالي المداشر المجاورة لما له من أهمية تاريخية - دينية و اقتصادية .

## الاقتصاد
ساعدت المؤهلات الجغرافية منطقة الزينات على جعلها منطقة فلاحية بامتياز ، حيث يبلغ مجمل الأراضي المزروعة سنويا 2.492 هكتار موزعة على عدة أصناف على النحو التالي :
| الصنف المزروع       | المساحة بالهكتار |
| ------------------- | ---------------- |
| الحبوب              | 1.330            |
| القطاني             | 68               |
| المزروعات التسويقية | 103              |
| الخضروات            | 18               |
| المساحة المشجرة     | 931              |
| الأعلاف             | 43               |

كما يحظى نشاط تربية المواشي بأهمية كبيرة لدى سكان الجماعة ،  و تتنوع رؤوس المواشي حسب الأنواع كالآتي :
| الصنف   | عدد الرؤوس |
| ------- | ---------- |
| الأبقار | 1.848      |
| الأغنام | 5.820      |
| الماعز  | 1.012      |

## الديموغرافيا
أواخر القرن التاسع عشر ، وفي إحصاء قدمه أوجست مولييراس في كتابه (المغرب المجهول : اكتشاف جبالة) كان عدد سكان مداشر الجماعة يقدرون ب 1.600 نسمة . و قد استمر هذا العدد في الارتفاع حتى بلغ 5.028 نسمة سنة 1994 ليبدأ بعضها بالانخفاض نتيجة تزايد وتيرة الهجرة ليصل إلى 4.895 نسمة سنة 2004 ثم 4.780 نسمة سنة 2013 .

## الدين
كل سكان الجماعة هم من المسلمين السنة من أتباع المذهب المالكي . مع تشبع كبير بالطرق الصوفية و بالأخص الطريقة الريسونية الشاذلية و الطريقة العليوية . و يتواجد بالجماعة 16 مسجدا موزعة على جميع مداشر الجماعة .